# جمعية الرابع من يونيو للتراث والثقافة
جمعية الرابع من يونيو للتراث والثقافة هي منظمة غير حكومية غير هادفة للربح مقرها الولايات المتحدة وتجري البحوث والدعوة حول ثقافة حركة الرابع من يونيو والديمقراطية والحرية السياسية وحقوق الإنسان في الصين.
وقد انضمت إلى قضية الدعوى القضائية التي رفعها شي تاو وشياونينغ وانغ ضد ياهو، التي سلم مكتبها في هونج كونج معلوماتهما الشخصية إلى الحكومة الصينية، وتسبب ذلك في الحكم عليهما بالسجن 10 و12 عامًا. في 13 نوفمبر 2007 قامت ياهو بتسوية هذه القضية مع شي تاو وشياونينج وانج بالاتفاق المتبادل.
نشرت جمعية الرابع من يونيو للتراث والثقافة مجموعة قصائد الرابع من حزيران، وهي عمل قام بتحريره بعض القيادات الطلابية والعلماء السابقين. ومع ذلك تم حظر هذا العمل من قبل الحكومة الصينية في ديسمبر 2006. كما نشرت مجموعة قصائد حقوق الإنسان لبعض الكتاب والعلماء ونشطاء حقوق الإنسان في يونيو 2008، والتي تم حظرها أيضًا من قبل الحكومة الصينية في أبريل 2008.
تتعرض جمعية التراث والثقافة في الرابع من يونيو للقمع الوحشي من قبل النظام الشيوعي في الصين. وقد حُكم على أربعة من كبار أعضائها بالسجن في سبتمبر 2007.
المنظمات أو المجموعات التي تتعاون مع جمعية التراث والثقافة الرابع من يونيو تشمل: مؤسسة تايوان للديمقراطية، مكتب تايبيه الاقتصادي والثقافي في لوس أنجلوس، الحزب الديمقراطي في هونج كونج، تحالف هونج كونج لدعم الوطنية. الحركات الديمقراطية في الصين وغيرها.
وفقًا لشتاين تونيسون مدير المعهد الدولي لبحوث السلام في أوسلو: "هو جيا أحد الفائزين على الأرجح بجائزة نوبل للسلام لعام 2008"، وهو أيضًا مدير جمعية التراث والثقافة الرابع من يونيو.